# Lê Thanh Tùng
Lê Thanh Tùng (sinh ngày 18 tháng 01 năm 1997)  là một vận động viên thể dục dụng cụ người Việt Nam. Năm 2019, anh thi đấu tại Giải vô địch thể dục nghệ thuật thế giới 2019 được tổ chức ở Stuttgart, Đức.
Năm 2018, anh tham gia thi đấu tại Đại hội thể thao châu Á 2018 tổ chức tại Jakarta, Indonesia.  Bốn năm trước đó, anh tham gia thi đấu tại Đại hội thể thao châu Á 2014 được tổ chức tại Incheon, Hàn Quốc.